# Johannes Thaut
Johannes Karl Thaut (* 25. Mai 1921 in Radebeul; † 28. Mai 1987 ebenda) war ein deutscher Maler, Grafiker und Kunstpädagoge.

## Leben und Werk

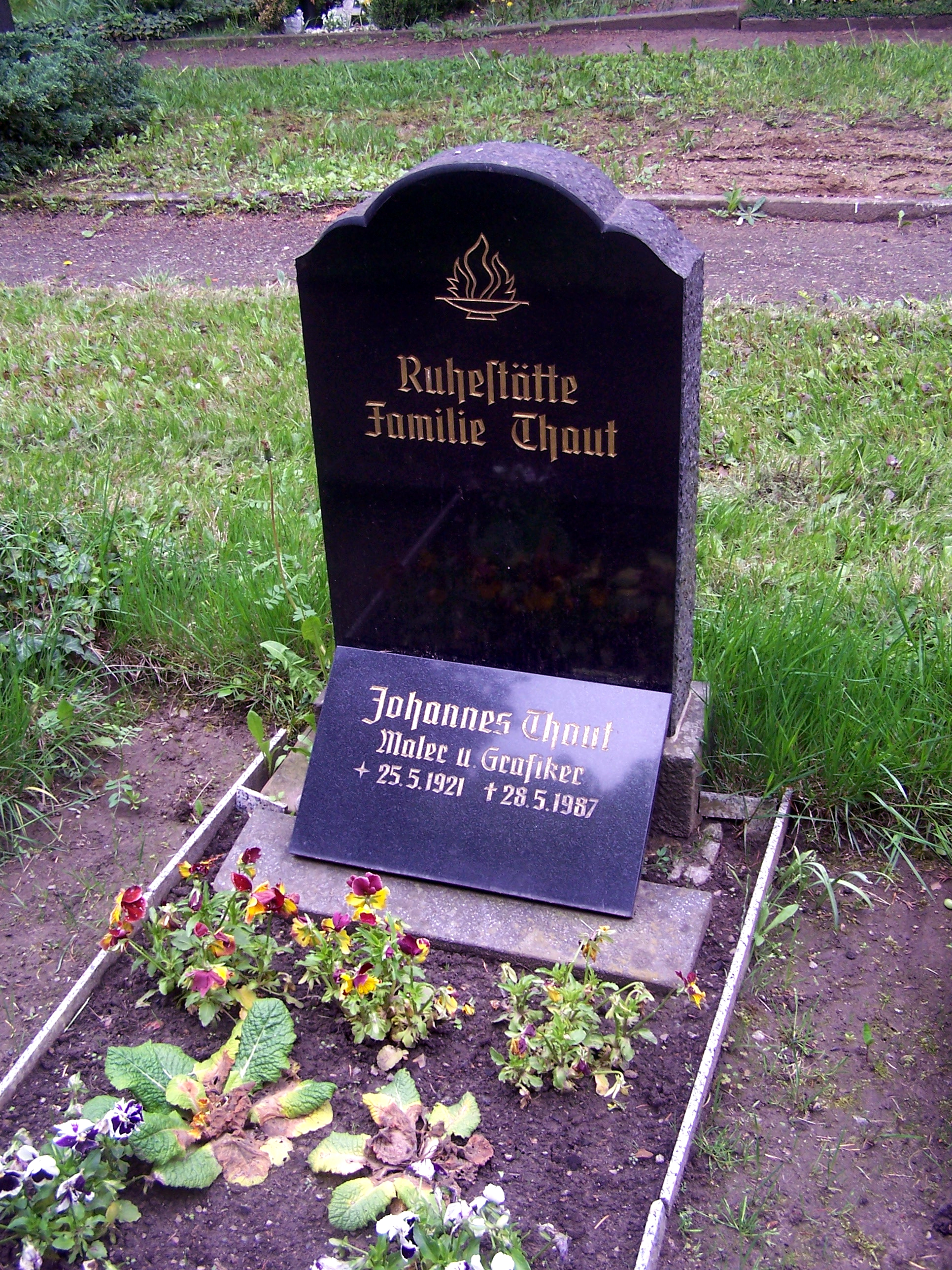
Thauts Grab auf dem Friedhof Radebeul-Ost

Thaut war der Sohn des Radebeuler Monteurs Josef Martin Thaut; er wuchs im Radebeuler Stadtteil Serkowitz auf. Er absolvierte die Schule in Radebeul und machte von 1935 bis 1939 eine Lehre als Dekorationsmaler. Daneben nahm er Abendkurse an der Kunstgewerbeschule Dresden. Nachdem er zur Wehrmacht eingezogen worden war, desertierte er 1944 nach Schweden.
Er verbrachte einige Zeit in Delsbo, bevor er sich in Stockholm niederließ. Dort besuchte er von 1946 bis 1947 die Malschule von Otte Sköld (1894–1958) und arbeitete danach als freischaffender Künstler in Stockholm. 1948 nahm er an der Herbstausstellung des Kunstvereins des Landkreises Gävleborg in Gävle teil.
Im selben Jahr ging er zurück in die Ostzone, wo er bis 1955 als freier Maler und Grafiker in Weinböhla arbeitete. Danach zog er wieder nach Radebeul, wo er in der August-Bebel-Straße 4 wohnte und als Gebrauchsgrafiker bei der Dresdner Niederlassung der Deutschen Werbe- und Anzeigengesellschaft arbeitete. Ab 1958 arbeitete er in Radebeul wieder freischaffend. Nebenher leitete Thaut die Mal- und Zeichenzirkel der beiden größten Radebeuler Betriebe, des Arzneimittelwerks Dresden und des Druckmaschinenwerks Planeta.
Thaut war Mitglied des Verbands Bildender Künstler der DDR. U. a. war er 1972, 1974 und 1979 in Dresden auf den Bezirkskunstausstellungen vertreten. 1979 war Thaut an der Gründung des Radebeuler Grafikmarkts beteiligt, der ältesten sächsischen durchgängig bis heute veranstalteten Verkaufs-Kunstausstellung mit ortsansässigen Künstlern. Auch setzte sich Thaut für die Einrichtung der Radebeuler Stadtgalerie ein.
Thaut war „einer der produktivsten bildenden Künstler der Stadt“ Radebeul und vor allem „ein Meister der kleinen Form.“ Anfangs überwogen Holz- und Linolschnitte, später dann seine Radierungen. Es dominierten Landschaften, insbesondere  „romantisch anmutende[…] Lößnitzmotive“, es entstanden aber auch Porträts und Stillleben.
Die Grabstätte Thauts befindet sich auf dem Friedhof Radebeul-Ost.

## Werke (Auswahl)

### Tafelbilder
- Sitzender Frauenakt (Öl, 60 × 75 cm, 1950er Jahre)
- Weinberg im Winter (Öl, 92 × 124,5 cm, 1980/83; Kunstfonds des Freistaats Sachsen)
- Baustelle mit Maurern (Öl auf Holz, 43 × 54 cm, 1970er Jahre)

### Druckgrafik
- Mädchen mit Buch (Lithografie, 60 × 49 cm)
- Eine Familie (Aquatinta, 25 × 38 cm, 1970)
- Der Trinker (Radierung, 1976)
- Elbe bei Hochwasser (Aquatinta, 12 × 29,7 cm, 1977)
- Volkstanzgruppe (Holzschnitt, um 1960)[2]
- Unser Heimatmuseum (Holzschnitt, 1961)[3]

### Baugebundene Werke
- Winzerreigen (Schloss Wackerbarth, 1974, gemeinsam mit Klaus Schmidt)
- Frohe Zukunft für die Jugend (Wandbild auf Aluminium-Platte, an der damaligen Polytechnischen Oberschule „Hermann Matern“ Radebeul, Kottenleite; 1975; mit Gerold Schwenke, * 1944)[4]
- Wandbilder im Speisesaal des Arzneimittelwerks Dresden in Radebeul (1978 zusammen mit Günter Schmitz) und im Serumwerk Dresden (mit weiteren Künstlern)

## Weblink
- Johannes Thaut bei Schmidt Kunstauktionen